# Jaroslavl'
Jaroslа́vl' (in russo Яросла́вль?; in latino Iaroslavia) è una città della Russia, capoluogo dell'omonima oblast', porto sul fiume Volga, sede di università e di aeroporto.
La città è meta di un turismo nazionale e internazionale e fa infatti parte del cosiddetto Anello d'oro. La città vecchia è iscritta al patrimonio mondiale dell'UNESCO dal 2005. Degna di nota la cappella di Kazan'. Nello sport si distingue il Lokomotiv Jaroslavl', squadra di hockey su ghiaccio.

## Geografia
La città si trova a circa 300 km a nord-est di Mosca, nella parte centrale del bassopiano sarmatico, su entrambe le sponde del Volga in corrispondenza della confluenza dell'affluente Kotorosl'. L'area urbana si estende su una superficie di 205,73 chilometri quadrati ed è attraversata dalla ferrovia transiberiana.
La città ha un clima continentale freddo, con temperature leggermente più basse rispetto a Mosca: le medie oscillano dai circa −12 °C di gennaio a 17-18 °C in luglio; le precipitazioni hanno un minimo invernale e un massimo estivo e non sono generalmente abbondanti.

## Storia

### Origini
La città sorse tra il IX e il X secolo alla confluenza del fiume Kotorosl' nel Volga e si sviluppò rapidamente grazie ai commerci fluviali. Dal 980 al 1010 fu governata dal principe Jaroslav il Saggio, da cui prende nome. Tuttavia le prime testimonianze scritte risalgono al 1071.

### Ascesa
Col declino di Kiev, la città venne inglobata in un grande principato insieme a Rostov e Suzdal', divenendo principato autonomo nel 1218. Iniziò un periodo di grande sviluppo economico e culturale legato al florido commercio e artigianato.

### L'invasione tartara
Ma nel 1238 con l'Invasione mongola della Russia anche Jaroslavl' venne sottomessa all'Orda d'Oro subendo per anni devastazioni e violenze che arrestarono la sua potenza. 
Spesso la popolazione si ribellò ai Tartari ma senza buon esito. Infine si unì all'esercito del principe moscovita Demetrio di Russia che nella Battaglia di Kulikovo del 1380, sconfisse l'Orda d'Oro.

### Epoca d'oro
In seguito la città si rialzò e nel 1463 si sottomise volontariamente al Granducato di Mosca ove ebbe una posizione di prestigio che la portò nella sua epoca d'oro. La sua solida economia la rese la terza città più ricca di Russia dopo Mosca e Kazan', e la seconda per popolazione dopo Mosca, e la fece ascendere, nel 1612, a capitale de facto della Russia, poiché Mosca era stata occupata dai polacchi.

### Storia contemporanea
In epoca contemporanea Jaroslavl' è un grande centro industriale. Nel 2010 la città ha festeggiato il 1000º anniversario dalla fondazione. In tale occasione sono state migliorate le infrastrutture di trasporto stradale e ferroviario ed è stato costruito un nuovo ponte stradale sul fiume Volga.

### Stemma della città

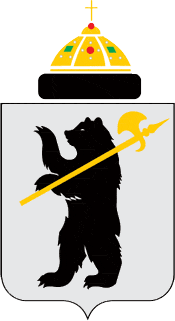
Lo stemma cittadino

Lo stemma cittadino raffigura un'orsa nera nell'atto di imbracciare un'ascia dorata con la zampa sinistra, secondo un'antica leggenda relativa alla fondazione della città.
Appare sovrastato dalla corona di Monomaco, simbolo dell'antico Granducato di Mosca.

## Monumenti e luoghi d'interesse

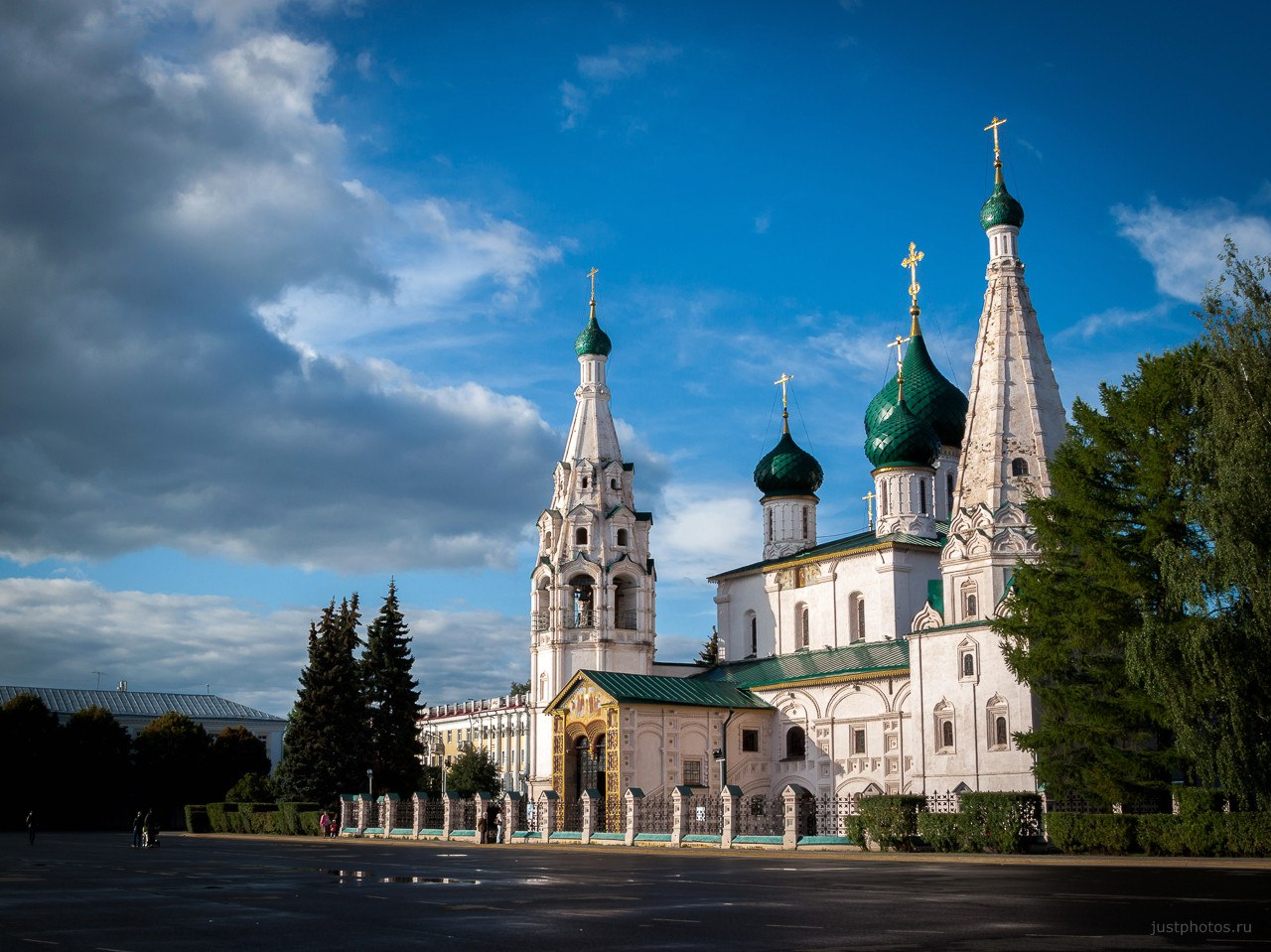
La Chiesa del Profeta Elia.

Numerosi sono i siti culturali di Jaroslavl', costruiti durante i suoi anni d'oro dei secoli XII-XIII e poi XVI-XVII:
- Monastero della Trasfigurazione. Fondato nel XII secolo sulla riva sinistra del fiume Kotorosl' e cinto da mura turrite nel XVI secolo, fungeva anticamente da Cremlino[2]. Vi venne fondata la prima Scuola della Russia settentrionale. Nella sua biblioteca fu rinvenuto, verso il 1790, l'antichissimo manoscritto del Canto della schiera di Igor'[2]. All'interno del complesso, fra edifici civili e religiosi, spicca la Cattedrale della Trasfigurazione del Salvatore, costruita nel 1516.
- Chiesa del Profeta Elia. Edificio storico che sorge sulla centrale piazza Sovetskaja Ploščad', che venne eretto nel 1647-50. All'interno sono notevoli affreschi di Sila Savin da Kostroma e artisti della bottega di Gurij Nikitin[3].
- Chiesa dell'Epifania. Prezioso edificio eretto in mattoni nel 1684-93 dal mercante Aleksej Zubčaninov[3]. Presenta cinque cupole smaltate su ordini di kokoshnik e ricche decorazioni in maiolica.
- Cattedrale della Dormizione della Vergine. Venne eretta su un punto alto a dominio del Volga nel 1215. Rifatta più volte nel corso dei secoli, venne distrutta da Stalin nel 1937. L'edificio attuale è frutto di una ricostruzione operata nel 2015.
- Chiesa di San Michele Arcangelo. del XVII secolo.
- Chiesa di San Giovanni Battista. Eretta nel 1671-87 sulla riva destra del Kotorosl', è un alto edificio coronato da ben quindici cupole smaltate raggruppate in tre cicli di cinque. Decorata con maioliche, presenta anche un campanile cuspidato.
- Chiesa della Trasfigurazione, nella città, venne eretta nel 1672-95 e affrescata nel 1693.
- Complesso di Korovniki, al quale si accede dalla settecentesca Porta Sacra, venne eretto nel XVII secolo sulla sponda del Volga. Custodisce l'altissima chiesa di San Giovanni Crisostomo, del 1649-54 dalle ricche decorazioni in maioliche, che veniva usata in estate; la chiesa della Vergine di Vladimir, usata inverno; e la torre campanaria del 1680[4].
- Palazzo del Metropolita. Venne costruito lungo il volga per il metropolita Iona nel 1680[4]. Oggi è sede del Museo d'Arte.
- Monastero di tolga'. A nord della città, sulla riva sinistra del Volga, sorge questo grande monastero femminile fondato nel 1314. Gli edifici, dalle ricche decorazioni barocche, vennero eretti nel XVII secolo.

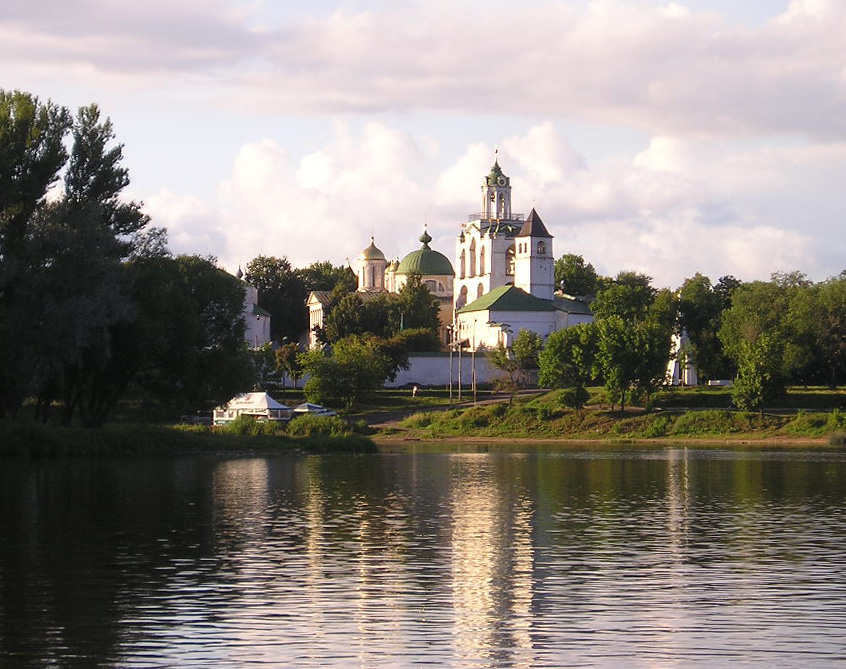
Monastero della Trasfigurazione
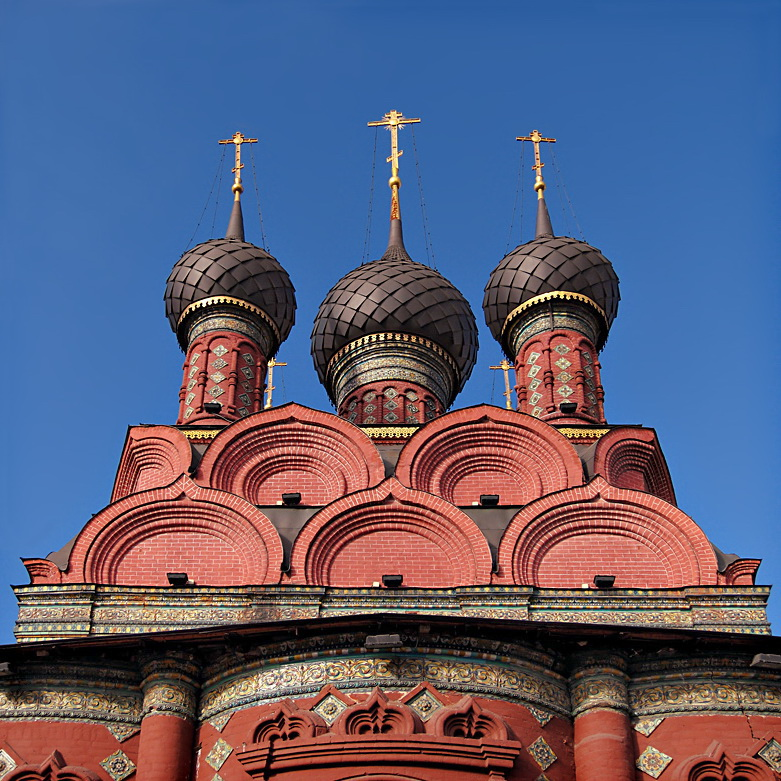
Chiesa dell'Epifania
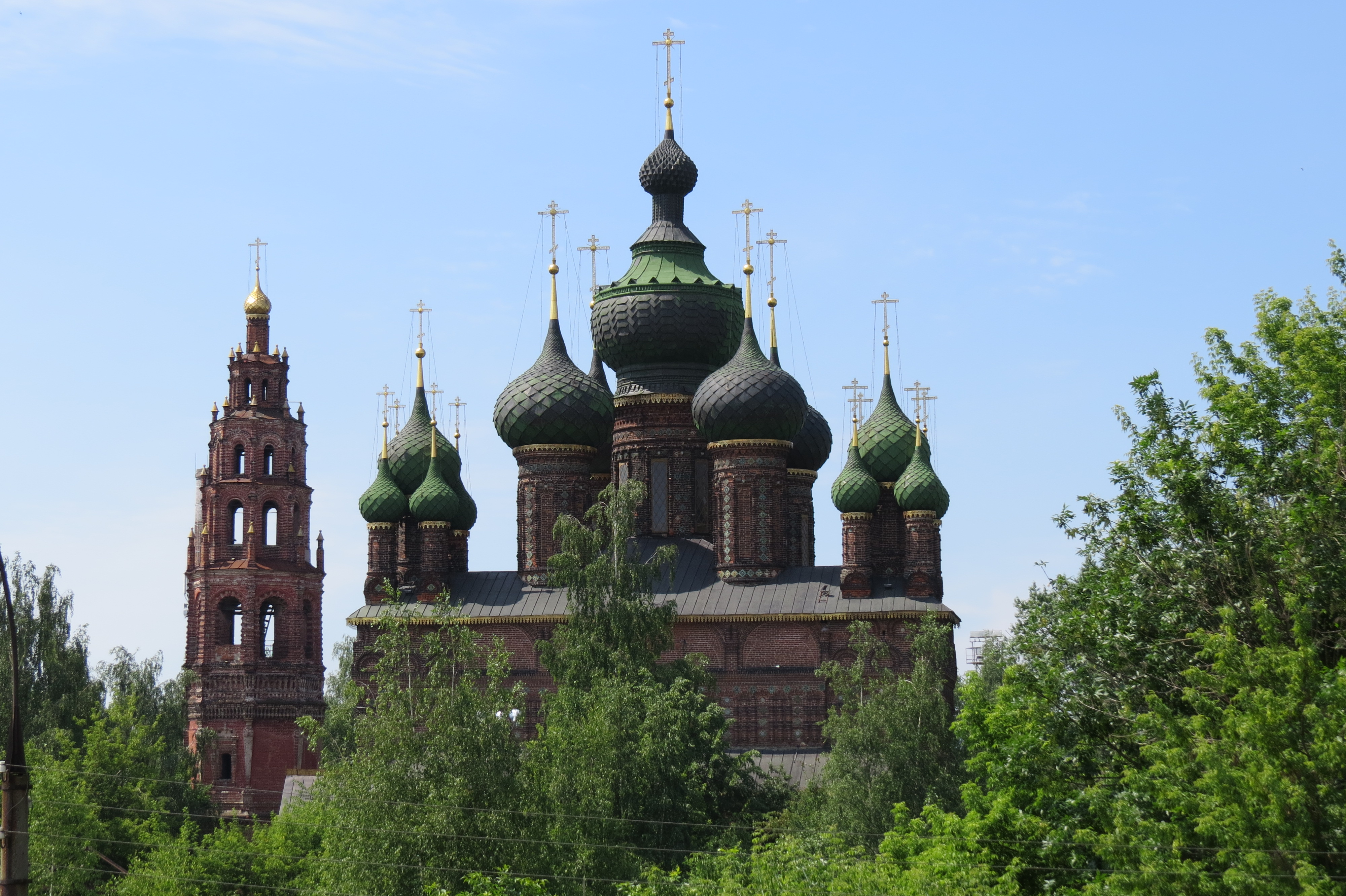
Chiesa di san Giovanni Battista
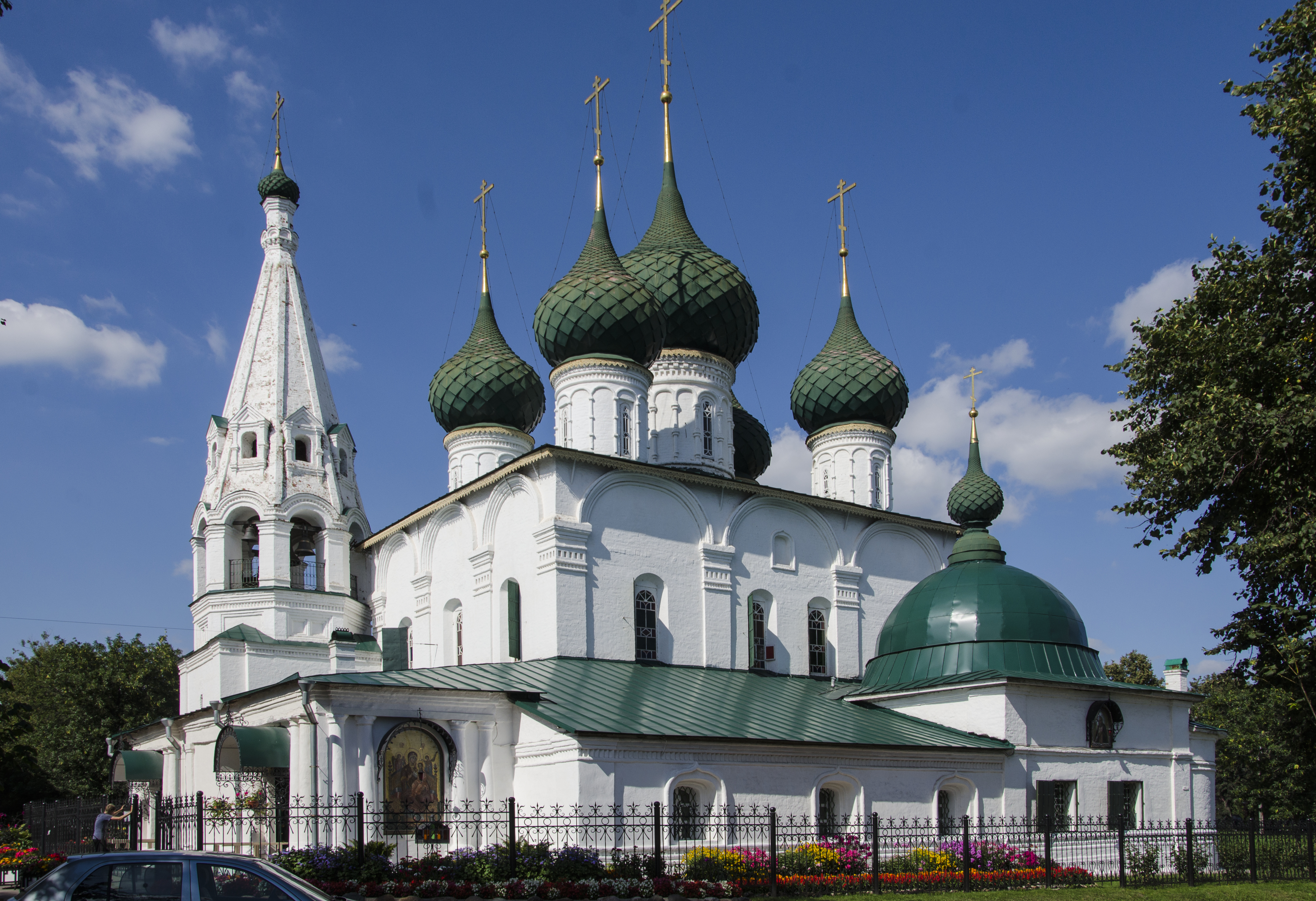
Chiesa della Trasfigurazione
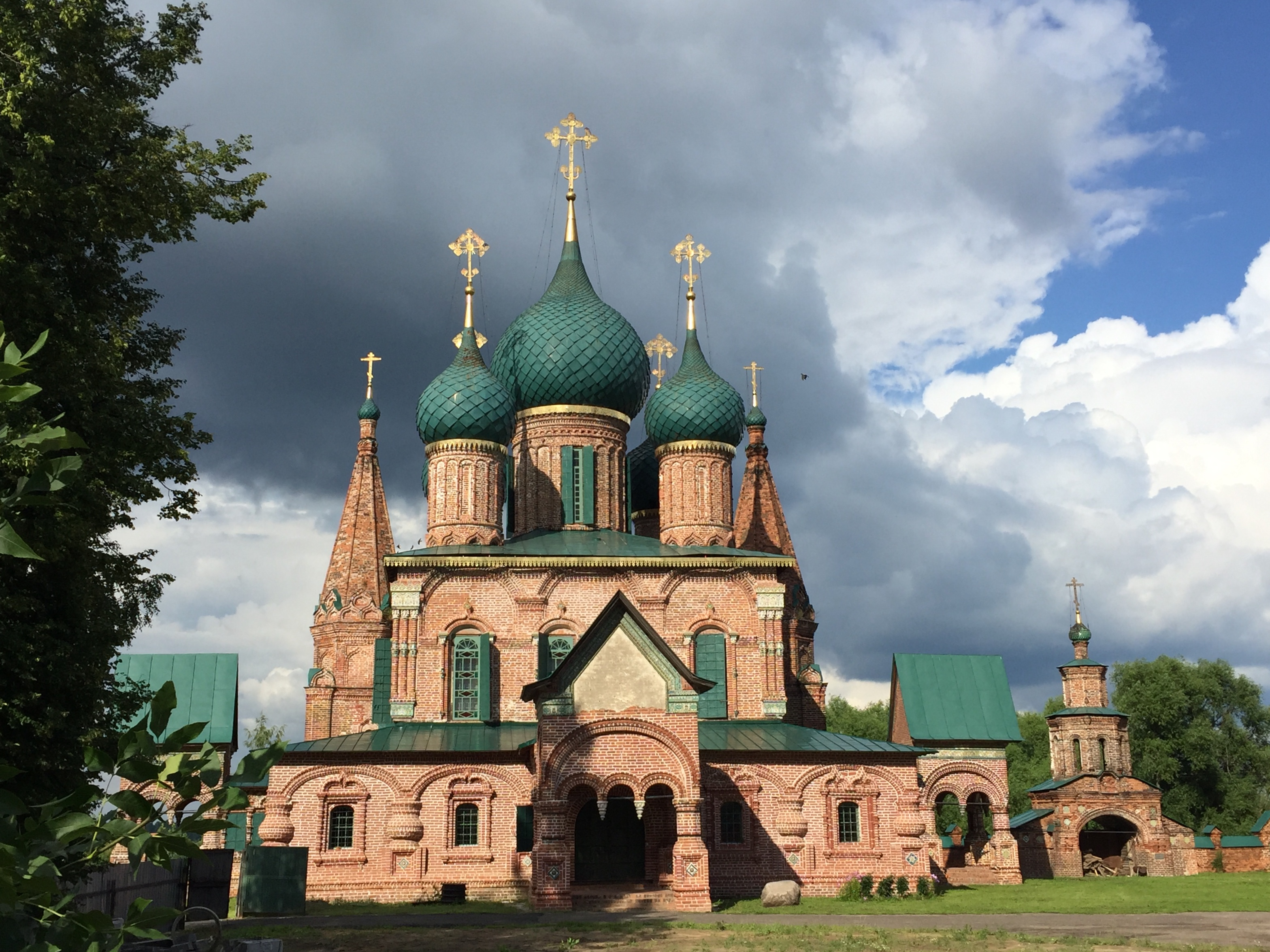
Chiesa di San Giovanni Crisostomo
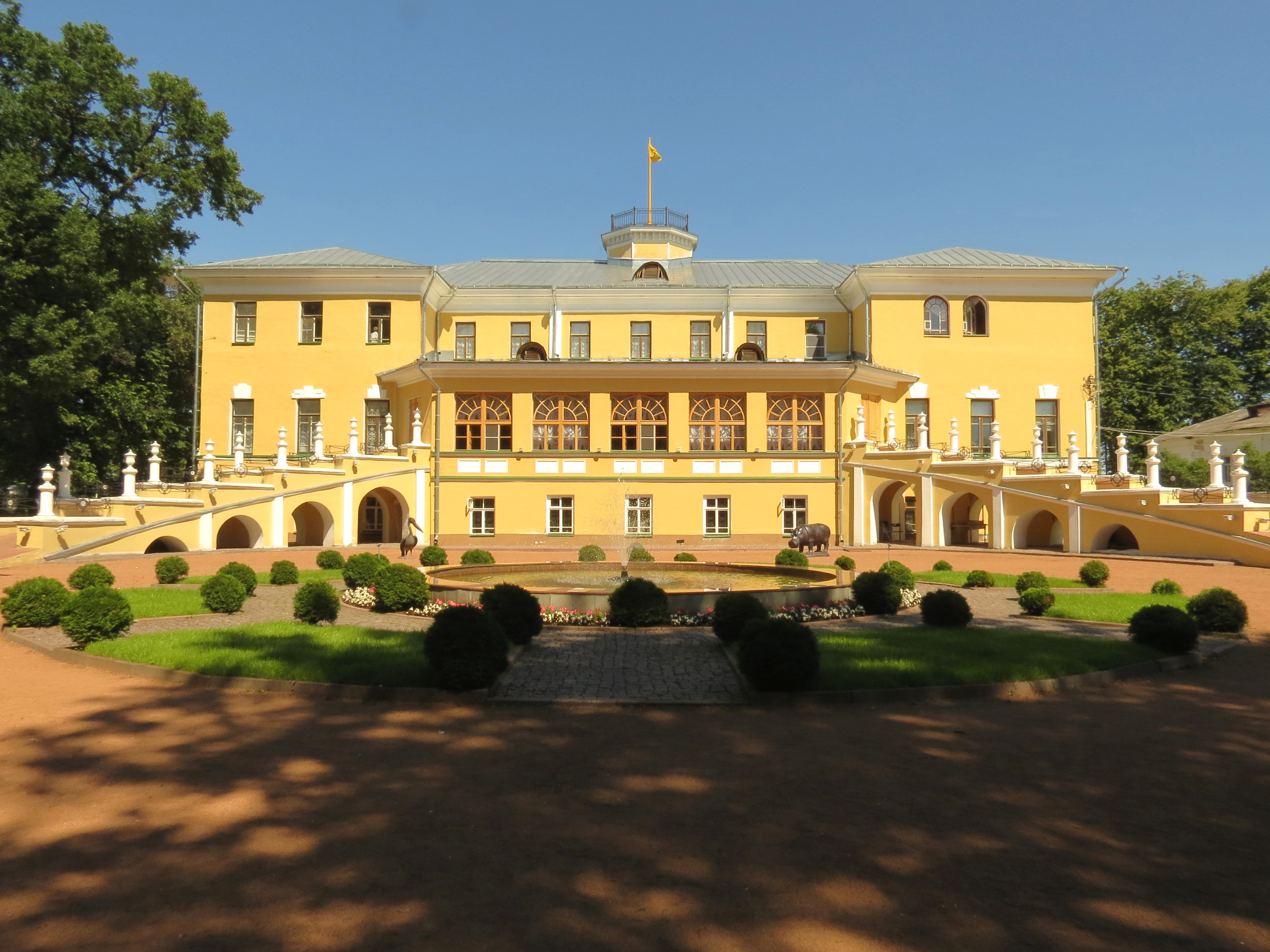
Palazzo del metropolita
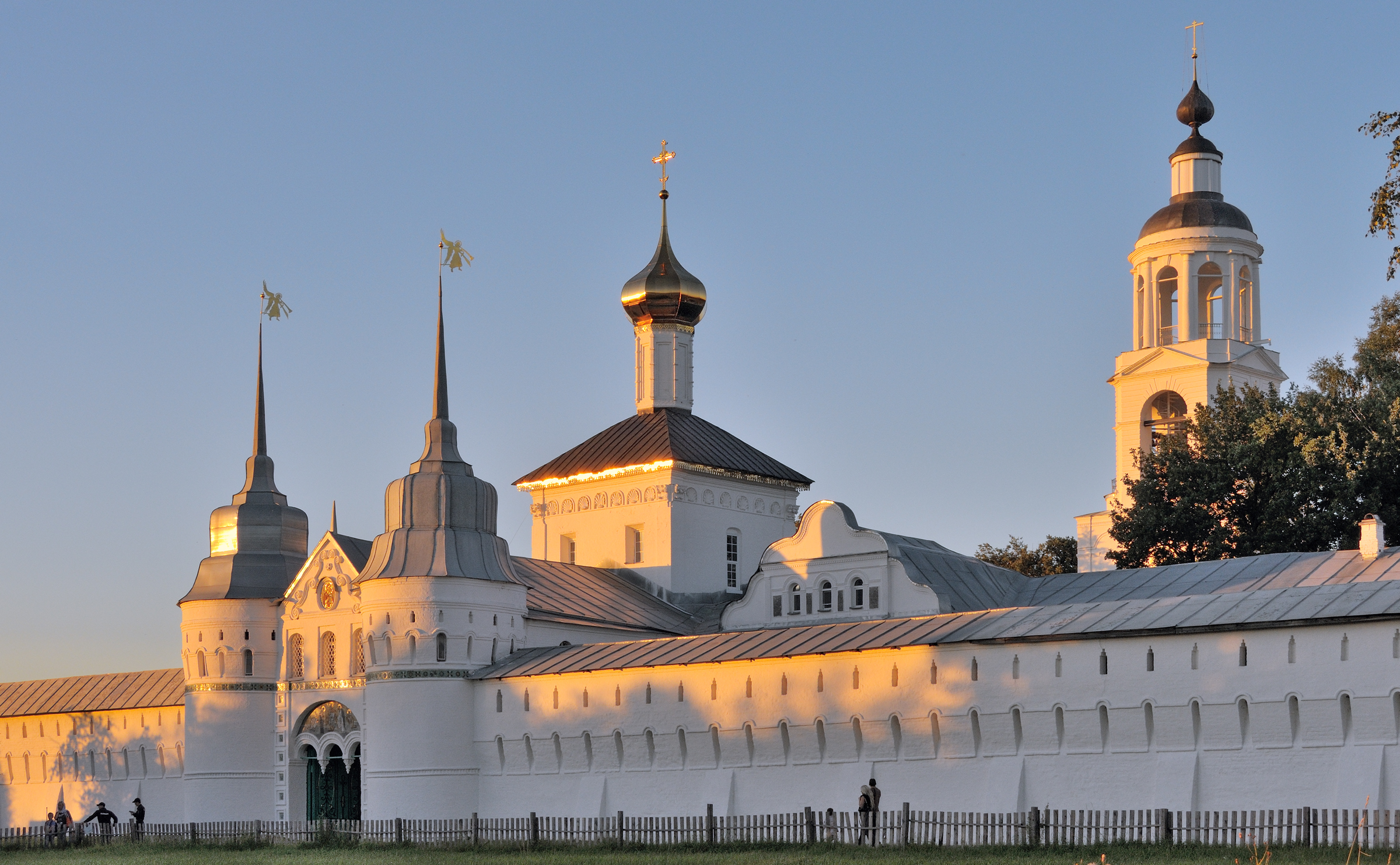
Monastero di Tolga

## Amministrazione

### Gemellaggi
- Kassel
- Palermo
- Poitiers
- Coimbra
- Hanau
- Jyväskylä
- Exeter
- Burlington